# Datulja
Datulja ili urma (lat. Phoenix dactilyfera) jedina je vrsta roda Phoenix čiji plodovi imaju komercijalnu upotrebu. Zbog svojih jestivih plodova, datulja koji izgledom i okusom podsjećaju na voće mnogo se, često na velikim plantažama, uzgaja u bliskoistočnim zemljama i naročito u sjevernoj Africi. Jedina plantaža datulja Europi nalazi se kod španjolskog grada Elche, a ova palma je također uvezena u Ameriku te se i u južnoj Kaliforniji nalaze plantaže ove vrste. 
Ova palma srodna je Phoenix canariensisu i dobro trpi niske temperature, ali je na našoj obali slabo raširena. Podnosi u suhoj klimi temperature do –10 °C, a po nekim izvorima čak i –15 °C. Phoenix canariensis u Hrvatskoj se u nešto značajnijim količinama nalazi u Splitu i okolici te na Hvaru, dok se Phoenix dactylifera uglavnom viđa južnije, ponajviše na dubrovačkom području. Na talijanskoj su obali ove palme jedne od najraširenijih.

## Porijeklo
Smatra se da ova vrsta potječe iz sjeverne Afrike te je poznata u stotinjak formi i kultivara. Do danas se raširila u svim suptropskim predjelima, prvenstveno iz komercijalnih razloga. Također se uzgaja i u tropskim krajevima, ali tamo plodovi ne sazrijevaju dobro zbog visoke vlažnosti. 
Stablo joj je uže nego kod Phoenix canariensisa, svake godine stvara bočne izdanke pri osnovi debla, ali i na deblu koji je usporavaju u rastu. Ti se izdanci obično skidaju zbog razmnožavanja ukorjenjivanjem pa tako palma doseže svoju punu visinu od 20 – 30 m. Na deblu ima izražene pravilne usjeke u obliku vodoravnih paralelograma. Ostatci peteljki su pri vrhu pretvoreni u bodlje koje se nalaze i na bazi samih peteljki. Krošnja joj je rjeđa s listovima dugim 5 – 6 m, zeleno plave ili zeleno sive boje. Lisni segmenti su poredani u obliku slova V. 
Plodovi sadrže mnogo šećera i vrlo su važni u prehrani mjesnog stanovništva. Ponegdje se može pročitati da je ova vrsta otpornija od Phoenix canariensisa što treba uzeti s rezervom jer se njena otpornost očituje u uvjetima vrlo suhe klime. Postoji i inačica Phoenix atlantica koju u zadnje vrijeme izdvajaju kao posebnu vrstu jer se vjeruje da je prirodni hibrid Phoenix dactylifere i Phoenix reclinate (senegalske datulje). Ova vrsta raste na Zelenortskim otocima i na planini Atlas u Maroku te je ova druga inačica otpornija.